# Poul Dahl
Poul Dahl (født 5. august 1944 i Vejen) er en dansk pensioneret oberstløjtnant og nuværende forfatter og politiker. 
Dahl blev student fra Herning Gymnasium i 1964 og aftjente efterfølgende værnepligt ved Prinsens Livregiment. I 1966 blev han løjtnant af reserven. Efter et ophold på Hærens Officersskole blev han i 1971 udnævnt til premierløjtnant af Linien. 
Gennem ti år gjorde han tjeneste i Jægerkorpset, som han fra 1990 til 1993 var chef for. I 1993 blev chef for FN's vagtstyrke i Irak. Fra 1996 boede han i Libanon. Hjemvendt til Danmark blev han i 2000 chef for 2. bataljon ved Prinsens Livregiment. Han havde desuden ansvaret for uddannelsen af de baltiske landes styrker i Kosovo, ligesom han koordinerede den danske støtte til Litauens udvikling af en ny moderne styrke, der skulle være fundamentet for landets fremtidige deltagelse i fredsbevarende og fredsskabende opgaver. Både under og efter sin tid i militæret har han ofte kommet med indspark til debatten om dansk militær; særligt efter Berlinmurens fald, hvor han efterlyste en gennemgribende omlægning af Forsvarets opgaver og ansvar.
Han har siden 2000 været medlem af Venstre og var fra 2001 til 2006 formand for partiets sikkerheds- og udenrigsudvalg i Viborg Amt. Siden 2006 har han været medlem af regionsrådet i Region Midtjylland og siden 2010 tillige af Silkeborg Byråd. Ved Europaparlamentsvalget 2009 var han desuden opstillet for partiet som nr. 3 på listen, men opnåede ikke valg.
Før sin militære karriere var Poul Dahl flere gange danmarksmester i moderne femkamp. 
Poul Dahl er Ridder af Dannebrog.